# Rezonator pierścieniowy
Rezonator pierścieniowy – rezonator lasera zapewniający dodatnie sprzężenie zwrotne poprzez propagację promieniowania po obwodzie zamkniętego wieloboku. Rezonator pierścieniowy znajduje zastosowanie m.in. w żyroskopach laserowych.